# فتح‌آباد (وحدت)
فتح‌آباد یک روستا در ایران است که در دهستان بهشت وحدت شهرستان زرند در استان کرمان واقع شده‌است. فتح‌آباد ۸۵۳ نفر جمعیت دارد.

## جمعیت
این روستا در بخش مرکزی شهرستان زرند قرار دارد و براساس سرشماری مرکز آمار ایران در سال ۱۳۸۵، جمعیت آن ۸۵۳ نفر (۲۰۲ خانوار) بوده‌است.